# HSV Bergtheim
Der Handballsportverein Bergtheim, kurz HSV Bergtheim, ist ein Ballsportverein  aus dem unterfränkischen Bergtheim im Landkreis Würzburg.

## Handballgeschichte
Der 2006 gegründete Handballsportverein Bergtheim ist ein Handballverein, der Frauen, Männer und Nachwuchshandball anbietet. Der größte Erfolg des HSV Bergtheim war neben den drei Bayerischen Meisterschaften der Aufstieg in die 3. deutsche Handballliga der Frauen.
Die HSV Handballer nehmen derzeit mit einer Herrenmannschaft, drei Damenteams und sechs Nachwuchsmannschaften am Spielbetrieb des Bayerischen Handballverbandes (BHV) teil. Das erste Damenteam spielt 2022/23 in der viertklassigen Handball-Bayernliga und die erste Herrenmannschaft in der Bezirksklasse Unterfranken.

### Erfolge
Frauen

Bereich des „Bayer. Handballverbandes“ (BHV)

| - Aufstieg in die 3. Liga (Handball) 2010 - Bayerischer Handball-Meister (4. Liga) 2010, 2012, 2014 - Bayerischer Vizemeister (4. Liga) 2016, 2017, 2018 - Nordbayerischer Meister (4. Liga) 2022, 2023 |

### Spielstätten
Der HSV Bergtheim trägt seine Heimspiele in der
- Willi-Sauer-Halle
 Oberpleichfelder Straße 10
 97241 Bergtheim

aus.